# کوه ریلی
کوه ریلی (به انگلیسی: Relay Peak) یک کوه در ایالات متحده آمریکا است که در شهرستان واشو، نوادا واقع شده‌است. کوه ریلی ۳٬۱۵۱٫۰۶ متر بالاتر از سطح دریا واقع شده‌است.